# Isla de los Faisanes
La isla de los Faisanes (en euskera: Faisaien uhartea o Konpantzia;  en francés: Île des Faisans, Île de l’Hôpital o Île de la Conférence) es un islote fluvial situado cerca de la desembocadura del río Bidasoa, y cuya soberanía es compartida amistosamente entre España y Francia, que acordaron encargarse de cuidarla durante seis meses al año cada una. Es el territorio en condominio más pequeño del mundo.
La isla pertenecía antiguamente al término municipal de Fuenterrabía (Guipúzcoa), pero en la actualidad está administrada conjuntamente por el ayuntamiento de Irún y el ayuntamiento de Hendaya.
Su superficie actual es de aproximadamente 6820 m² (0,7 ha) y se encuentra estabilizada gracias a los trabajos de protección que se llevaron a cabo en la misma.
Francia y España comparten la soberanía de la isla, por lo que está considerada como el menor condominio mundial. Francia asume su administración durante los meses de agosto a enero y España de febrero a julio.
La isla administrativamente no pertenece a ningún municipio ni provincia.
Es un territorio que cada seis meses cambia de jurisdicción nacional y se administra desde los municipios de Irún o Hendaya, pero sin formar parte de ninguno de ellos.

## Historia y etimología

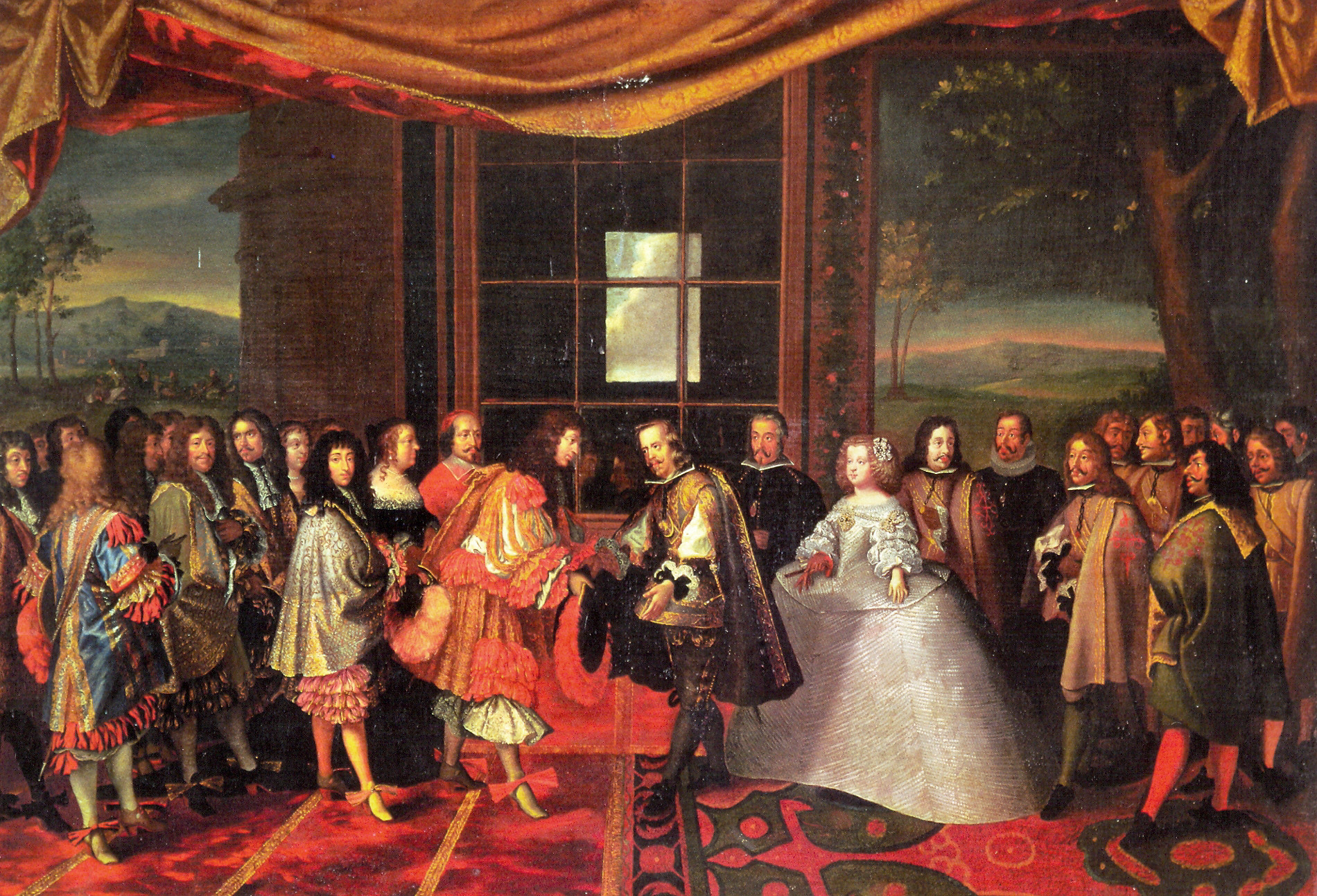
La entrevista de Luis XIV y Felipe IV en la isla de los Faisanes. Velázquez intervino en su preparación.

Esta zona fue principalmente un territorio poblado por pueblos prerromanos de origen vascón, en cuyas cercanías se encontraba Oiasso (actual Irún). Posteriormente pasó a formar parte del Imperio romano, con las conquistas de Cneo Pompeyo Estrabón y de Pompeyo El Grande, sin registrarse batallas con los vascones. Sin embargo, éstos sí fueron utilizados para el sometimiento de los pueblos que ocupan las actuales provincias de Guipúzcoa, una franja de la actual Vizcaya y una extensión aún menor de la actual Álava, territorios habitados por várdulos, caristios y autrigones, los cuales fueron sometidos con infantería auxiliar conformada por vascones. En la reorganización de Hispania realizada por Augusto (27-7 a. J. C.), los vascones están en el convento jurídico de Caesaraugusta, mientras que várdulos, caristios y autrigones están en el de Clunia. Durante un período casi anecdótico de menos de 50 años este territorio perteneció a la Marca Hispánica del Imperio Carolingio, siendo absorbido rápidamente por la expansión del Reino de Navarra. Desde 1198 estos territorios pertenecieron al Reino de Castilla, disputándose en ocasiones con el Reino de Navarra, que finalmente es absorbido por la Corona de Castilla en 1512 tras la conquista comandada por el duque de Alba de Navarra. Durante la guerra de la  independencia fue ocupada por Francia pero desde el Tratado de Bayona de 1856, es compartido entre España y Francia concretado en una convención de 1901.
A esta isla se le han atribuido muchos nombres. En la época romana se la llamaba en euskera «pausu» o «pauso» ("paso", en español)[cita requerida] por el peaje que se debía pagar por transitar entre Aquitania e Hispania, y de aquí viene el nombre «Isla de los Paussans», que los franceses cambiaron primero a «Faussans» y luego a «Faisans», aunque en francés se la llamaba mayormente «Île de l’Hôpital»; en español, por la traducción de «Faisans», lleva el nombre de «Isla de los Faisanes», que es el más empleado hoy en día. En euskera hay todavía quien la llama «Konpantzia», siendo su origen, sin duda, las conferencias que se realizaron en la isla durante el siglo XVII.
Entre los abundantes sucesos históricos que tuvieron lugar en esta isla, el más importante fue la rúbrica del Tratado de Paz de los Pirineos después de veinticuatro conferencias llevadas a cabo entre Luis de Haro y el Cardenal Mazarino en 1659. El Tratado fue ratificado por el compromiso contraído entre Luis XIV y la Infanta María Teresa de Austria, el 10 de junio de 1660.
En el centro de la isla se yergue un monolito con una inscripción conmemorativa de dichos sucesos. Además se han efectuado intercambios de rehenes y entregas de infantas casaderas, entre otros eventos diplomáticos. El pintor Diego Velázquez acudió aquí a preparar uno de dichos actos.

### El condominio más pequeño del mundo
Desde finales del siglo XIX la jurisdicción es rotatoria por periodos de seis meses. La Isla de los Faisanes supuso durante mucho tiempo una importante fuente de conflictos entre los pescadores españoles y franceses, que desarrollaban su trabajo en las dos riberas del río Bidasoa, que sirve de frontera natural entre ambos países. Con el objetivo de evitar estos enfrentamientos e impedir que el islote se convirtiera en un terreno no legislado, los dos estados decidieron repartirse durante seis meses al año la jurisdicción de la misma.
Esto hace que también sea conocida con los nombres de la Isla de la Conferencia o Isla de los Diplomáticos, constituyendo el condominio más pequeño del mundo.
En esta isla además fue donde se firmó el 7 de noviembre de 1659 el Tratado de los Pirineos, por el cual se ponía fin a la guerra entre España y Francia que se había iniciado en 1635. A partir de ese momento los Pirineos pasaban a ser la frontera natural entre los dos países.
Allí, tras más de veinticuatro reuniones entre los ministerios de Madrid y París, don Luis de Haro y el Cardenal Mazarino, se acordó además el matrimonio de Luis XIV con María Teresa de Austria, infanta de España; acuerdo matrimonial que un año después, en 1660, ratificarían en la misma isla ambos monarcas, Luis XIV y Felipe IV.